# U spálené
U spálené je přírodní rezervace poblíž obce Medlov v okrese Olomouc. Oblast spravuje AOPK ČR Správa CHKO Litovelské Pomoraví. Důvodem ochrany je přirozené lesní společenstvo bezkolencové habřiny.